# Radovan Somík
Radovan Somík (* 5. Mai 1977 in Martin, Tschechoslowakei) ist ein ehemaliger slowakischer Eishockeyspieler, der über viele Jahre beim HC Pardubice und HC Zlín in der tschechischen Extraliga, beim MHC Martin in der slowakischen Extraliga, für die Philadelphia Flyers in der National Hockey League und bei Sewerstal Tscherepowez in der russischen Superliga aktiv war.

## Karriere
Radovan Somík begann seine Karriere als Eishockeyspieler in seiner Heimatstadt beim MHC Martin, für den er von 1993 bis 1998 in der slowakischen Extraliga aktiv war. In dieser Zeit wurde er im NHL Entry Draft 1995 in der vierten Runde als insgesamt 100. Spieler von den Philadelphia Flyers ausgewählt. Zunächst spielte der Angreifer jedoch in der Saison 1998/99 beim HC Dukla Trenčín, ehe er in der folgenden Spielzeit mit dem MHC Martin, der mittlerweile in die zweitklassige 1. Liga abgestiegen war, den direkten Wiederaufstieg in die Extraliga erreichte.
Nachdem der Rechtsschütze von 2000 bis 2002 für den HC Zlín in der tschechischen Extraliga aufgelaufen war, wurde er von den Philadelphia Flyers 2002 nach Nordamerika berufen, für die er in der Saison 2002/03 sein Debüt in der National Hockey League gab. In seinem Rookiejahr erzielte der Slowake in insgesamt 65 Spielen 20 Scorerpunkte für die Amerikaner. In der folgenden Spielzeit lief er erneut überwiegend für die Flyers in der NHL auf, wobei er zudem ein Spiel für deren Farmteam, die Philadelphia Phantoms aus der American Hockey League, bestritt.
Im Sommer 2004 unterschrieb Somík zunächst beim MHC Martin, der erneut in die zweitklassige 1. Liga abgestiegen war, wechselte jedoch bereits nach nur zwei Spielen zu Vsetínská hokejová aus der tschechischen Extraliga. Die Saison 2004/05 beendete der Weltmeister von 2002 bei den Malmö Redhawks aus der schwedischen Elitserien, mit denen er den Abstieg in die HockeyAllsvenskan nicht verhindern konnte. Nach dem Abstieg verließ der ehemalige NHL-Spieler die Schweden und unterschrieb bei Sewerstal Tscherepowez aus der russischen Superliga, für die er die folgenden beiden Jahre auflief. Zwischen 2007 und 2015 stand Somík beim HC Pardubice aus Tschechien unter Vertrag und kam in dieser Zeit auf insgesamt 378 Extraliga-Spiele. 2010 und 2012 gewann er mit Pardubice jeweils den tschechischen Meistertitel. Die komplette Saison 2014/15 verpasste er aufgrund einer Verletzung.
Im Oktober 2015 beendete er seine Karriere aufgrund einer Verletzung.

### International
Für die Slowakei nahm Somík an der U20-Junioren-B-Weltmeisterschaft 1995 sowie der U20-Junioren-Weltmeisterschaft 1997 teil. Des Weiteren stand er im Aufgebot der Slowakei bei den Weltmeisterschaften 2001, 2002, 2007 und 2008, sowie dem World Cup of Hockey 2004.

## Erfolge und Auszeichnungen
- 1995 Aufstieg in die A-Weltmeisterschaft bei der U20-Junioren-Weltmeisterschaft
- 2002 Meister der 1. Liga und Aufstieg in die Extraliga mit dem MHC Martin
- 2002 Goldmedaille bei der Weltmeisterschaft
- 2010 Tschechischer Meister mit dem HC Pardubice
- 2012 Tschechischer Meister mit dem HC Pardubice

## NHL-Statistik
(Stand: Ende der Saison 2010/11)